# Línea 6 (Maldonado)
La línea 6 es una línea de transporte de pasajeros del departamento de Maldonado, Uruguay. 
Posee dos ramales; el primero va desde barrio Hipódromo hasta la terminal de ómnibus de Maldonado, mientras que el segundo sale de San Carlos y culmina en la parada 19 de la rambla Claudio Williman.

## Recorrido

### Ida
Desde Hipódromo:
Hipódromo, Mayas, Guenoas, Mapuches, Ruta 39, Av. Batlle y Ordóñez, Bergalli, Rincón, 3 de Febrero, 18 de Julio, San José, Terminal Maldonado.
Desde San Carlos:
Agencia San Carlos, Av. Rocha, 25 de Agosto, Av. Ceberio, Carlos Seijo, Los Talas, Ruta 39, Av. Batlle y Ordóñez, Bergalli, Rincón, 3 de Febrero, 18 de Julio, Terminal Maldonado, Av. Roosevelt, Av. Antonio Camacho, Rbla. Claudio Williman Pda. 19.

### Vuelta
Desde Hipódromo:
Explanada Terminal Maldonado, Av. Roosevelt, Av. Camacho, Dodera, Av. Lavalleja, Av. Batlle y Ordóñez, Ruta 39, Hipódromo, Mapuches, Guenoas, Mayas.
Desde San Carlos:
Pda. 19, Rbla. Claudio Williman, Av. España, Av. Roosevelt, Explanada Terminal Maldonado, Av. Roosevelt, Av. Camacho, Dodera, Av. Lavalleja, Av. Batlle y Ordóñez, Ruta 39, Av. Alvariza, Carlos Reyles, Av. Rocha, Agencia San Carlos.